# Somchai Wongsawat
Somchai Wongsawat (tiếng Thái: สมชาย วงศ์สวัสดิ์, sinh ngày 31 tháng 8 năm 1947), là một chính khách người Thái Lan. Ông là Thủ tướng thứ 26 của Thái Lan trong thời gian ngắn ngủi từ ngày 8 tháng 9 năm 2008 đến ngày 2 tháng 12 năm 2008.
Wongsawat từng tốt nghiệp ngành luật tại Đại học Thammasat vào năm 1970. Trước đây, ông từng làm luật sư, làm quan chức chính phủ trong một số bộ ngành, và tham gia ban lãnh đạo của một số doanh nghiệp nhà nước ở Thái Lan.
Ông bước vào chính trị sau cuộc đảo chính năm 2006 bãi bỏ chính phủ của người anh rể của ông là Thaksin Shinawatra. Ông gia nhập Đảng Sức mạnh Nhân dân và chiến thắng cuộc bầu cử quốc hội tháng 12 năm 2007, trở thành Bộ trưởng Bộ Giáo dục và Phó Thủ tướng cấp cao. Sau khi thủ tướng Samak Sundaravej bị bãi nhiệm, ông đã được đề cử thành Thủ tướng thứ 26 của Thái Lan.
Thời gian ông cầm quyền, nền chính trị Thái Lan tiếp tục hỗn loạn với những cuộc biểu tình của những người ủng hộ các chính đảng khác nhau mà đỉnh cao là cuộc tràn vào phong tỏa các sân bay quốc tế tại Bangkok.
Ngày 2 tháng 12 năm 2008, Tòa án Hiến pháp Thái Lan phán quyết giải thể Đảng Sức mạnh Nhân dân và các đảng đồng minh, ông Wongsawat đã tuyên bố từ chức thủ tướng.